# Fello Star
Der Fello Star de Labé, auch bekannt als Fello Star, ist ein 1988 gegründeter guineischer Fußballverein aus Labé. Aktuell spielt der Verein in der zweiten Liga.

## Erfolge
- Guineischer Meister: 2006, 2008, 2009, 2010
- Guineischer Pokalsieger: 2000, 2004
- Guineischer Supercup-Sieger: 2007, 2009

## Stadion
Seine Heimspiele trägt der Verein im Stade Régional Saifoullaye Diallo in Labé aus. Das Stadion hat ein Fassungsvermögen von 5000 Personen.